# Omphax particeps
Omphax particeps là một loài bướm đêm trong họ Geometridae.